# راسيل ميلس
راسيل ميلس (بالإنجليزية: Russell Mills)‏ هو رسام بريطاني، ولد في 1952.

## وصلات خارجية
- الموقع الرسمي
- راسيل ميلس على موقع ميوزك برينز (الإنجليزية)
- راسيل ميلس على موقع ديسكوغز (الإنجليزية)